# Musée des écrivains de Dublin
Le musée des écrivains de Dublin (en anglais : Dublin Writers Museum, en irlandais : Músaem Scríbhneoirí Bhaile Átha Cliath) est un musée littéraire inauguré en novembre 1991, situé à Dublin, en Irlande. Le musée est abrité dans une maison géorgienne datant du XVIIIe siècle qui accueille les salles du musée, ainsi qu'une bibliothèque, une galerie et un espace d'administration.
Le musée a été créé pour promouvoir l'intérêt, à travers sa collection, ses expositions et ses activités, de la littérature irlandaise dans son ensemble et de la vie et les œuvres d'écrivains irlandais individuels.
Le musée comprend également des portraits d'écrivains irlandais, y compris les originaux fines[Quoi ?] par des artistes tels que Patrick Swift (en), Reginald Gray, Edward McGuire (en) et Harry Kernoff (en).

## Histoire
Le musée, inauguré en 1991, est une idée du journaliste Maurice Gorham, afin de combler un vide sur la scène culturelle dublinoise. En effet, l'héritage littéraire de la ville était séparé en plusieurs collections, dans différents musées : ainsi le musée des écrivains de Dublin a été le premier a proposé une vue d'ensemble de cet héritage. 

## Galerie de photos

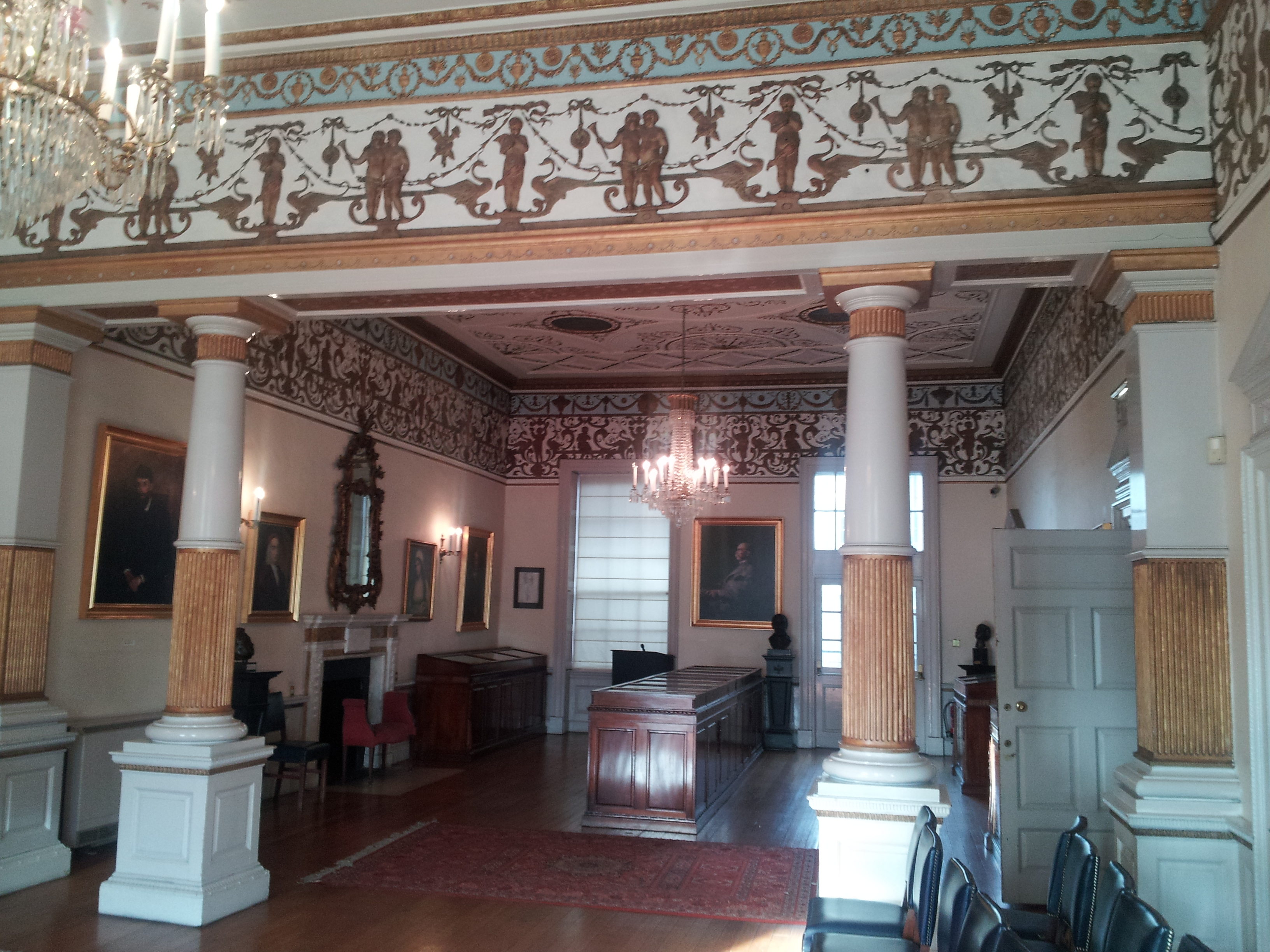
Le premier étage du musée.
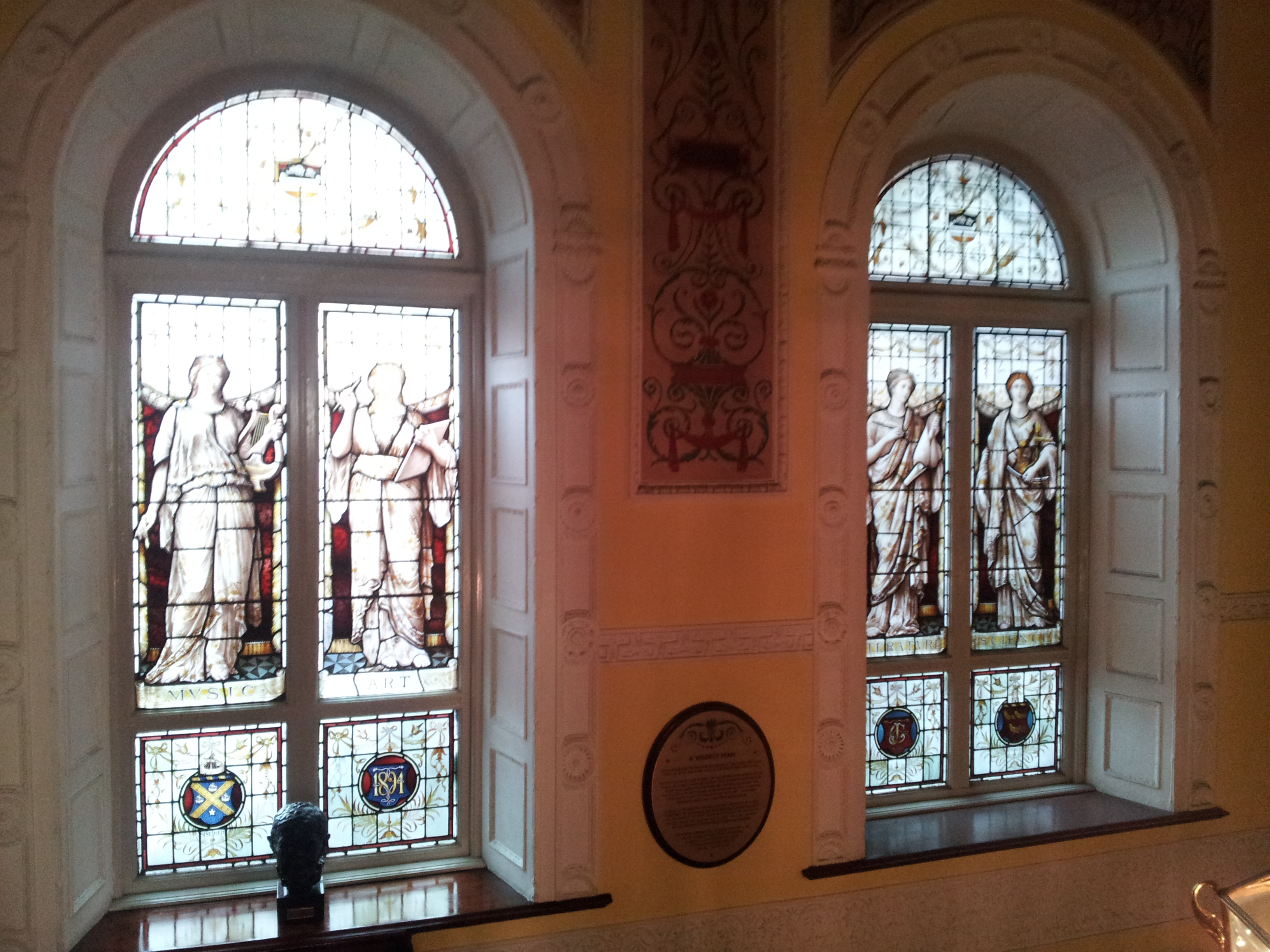
Des vitraux.
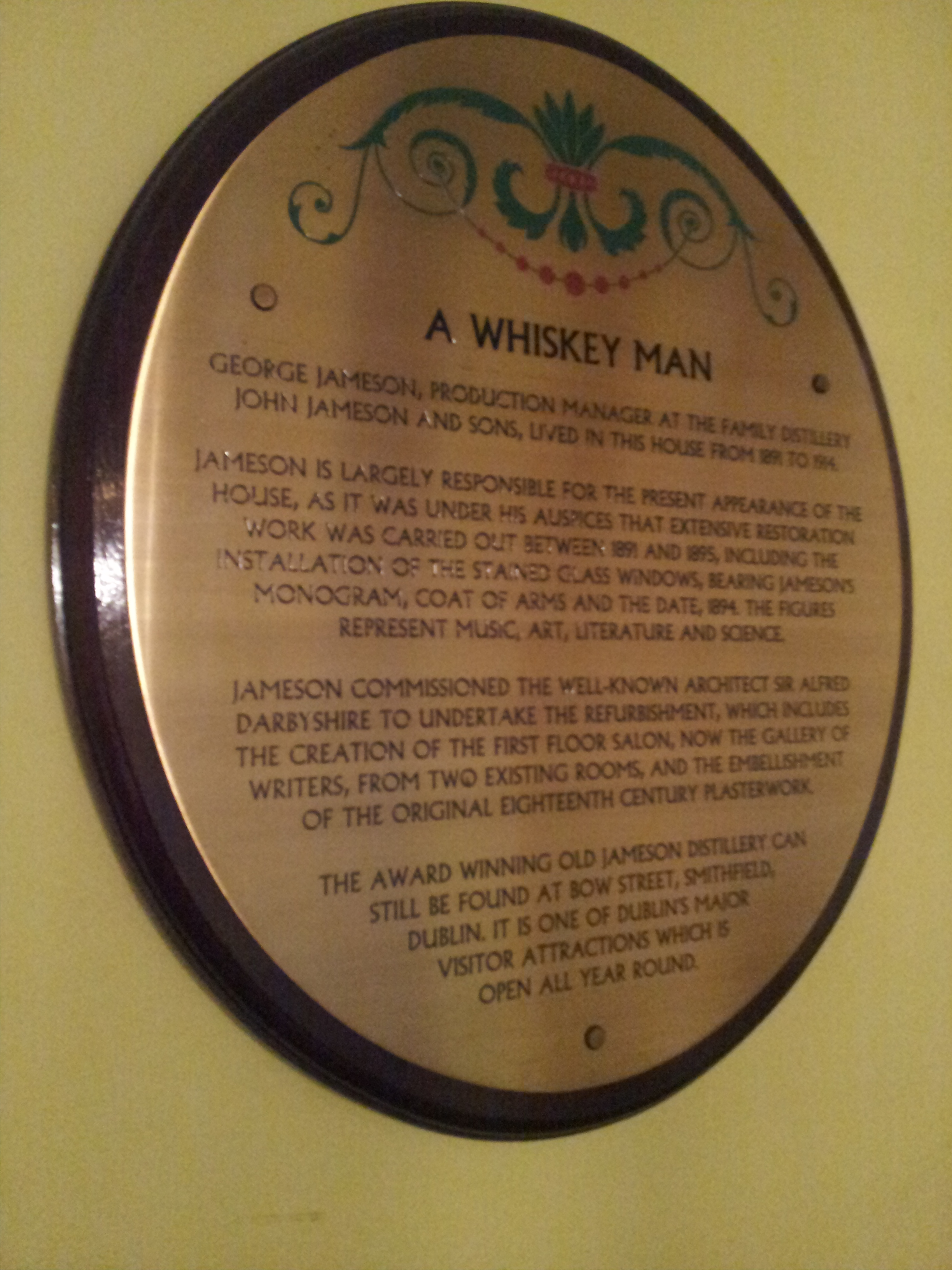
Le marqueur historique George Jameson sur l'histoire de la maison.

## Collection
Le musée présente les auteurs irlandais, à travers leur histoire, des témoignages, des objets ayant appartenu aux écrivains, et abrite bien sûr de nombreux ouvrages originaux.
Ainsi, on peut y voir Les Voyages de Gulliver de Jonathan Swift , la version de Molly Malone la plus ancienne , l'original de 1897 de Dracula, écrit par Bram Stoker et des lettres écrites par Thomas Moore. On y trouve également des œuvres de Samuel Beckett, de Flann O'Brien ainsi que 1916, le poème de W.B Yeats et une édition d'Ulysse de 1930, dédicacé par James Joyce.
Pour les objets cultes, on retrouve en vitrine la machine à écrire de Brendan Behan et des journaux d'époque ; à l'étage, on peut voir (Hall of Fame) le piano de James Joyce.